# ريكاردو أليغرا
ريكاردو أليغرا (بالإسبانية: Ricardo Alegre)‏ هو سياسي مكسيكي، ولد في 4 مارس 1959 في ولاية فيراكروز في المكسيك. حزبياً، نشط في حزب العمل الوطني. وقد انتخب عضو مجلس النواب المكسيك.